# Gary Hume
Gary Hume (ur. 9 maja 1962 roku w Tenterden) – brytyjski artysta wykształcony w Goldsmith College na Uniwersytecie Londyńskim. Stworzył takie dzieła jak m.in.: Two Roses, Anxiety and the Horse. W 1996 roku był nominowany do Nagrody Turnera.